# Boracit
Boracit je magnezijev boratni mineral s kemijsko formulo Mg3B7O13Cl. Kristalizira v ortorombskih piramidalnih kristalih modrozelene, brezbarvne, sive, rumene ali bele barve. Kristali imajo lahko tudi psevdokubične  in oktaedrične značlilnosti, ki bi lahko bile posledica prehoda iz nestabilne visokotemperaturne kubične oblike med ohlajanjem. Pogosti so tudi vraščeni dvojčki. Pojavljajo se kot dobro razviti kristali in razsejana zrna, pogosto vraščena v kristale sadre in anhidrita. Boracit ima trdoto 7-7,5 in specifično težo 2.9. Prelom je školjkast in ne kaže razkolnosti. V vodi ni topen.
Njegova tipična nahajališča so evaporitne sekvence, v katerih se najdejo tudi sadra, anhidrit, halit, silvit, karnalit, kainit in hilgardit. Prvič so ga opisali leta 1789 na njegovi tipski lokaciji Kalkberg, Spodnja Saška, Nemčija. Ime je dobil po elementu boru, ki tvori 19-20 % njegove mase.